# Mathias Hain
Mathias Hain (* 31. Dezember 1972 in Goslar) ist ein ehemaliger deutscher Fußballspieler und jetziger Torwarttrainer.

## Karriere

### Als Spieler
Hain begann seine Karriere beim SV Schladen und der FG Vienenburg. 1989 wechselte er zu Eintracht Braunschweig, wo er von 1991 bis 1993 in der 2. Bundesliga und danach in der drittklassigen Oberliga Nord beziehungsweise der Regionalliga Nord spielte. 1999 wechselte er zur SpVgg Greuther Fürth, konnte sich dort allerdings nicht durchsetzen und wechselte im November 2000 zu Arminia Bielefeld. Dort wurde er sofort Stammtorhüter und stieg 2002 in die Bundesliga auf. Dem Abstieg in der Saison 2002/03 folgte der sofortige Wiederaufstieg in der Saison 2003/04. Von 2004 bis 2008 folgten vier Jahre in der ersten Bundesliga, in denen Hain Kapitän der Arminia war.
Nachdem er zum Ende der Saison 2007/08 nur noch Ersatztorhüter hinter Rowen Fernandez war und keine Einigung mit dem Verein über seine vertragliche Zukunft treffen konnte, wechselte Hain zur Saison 2008/09 zum Zweitligisten FC St. Pauli, bei dem er einen Zweijahresvertrag unterschrieb. In seiner letzten Saison wurde Hain von den Fans von Arminia Bielefeld zum Arminen der Saison gewählt.
Nach zwei Spielzeiten in der 2. Bundesliga stieg Hain 2010 mit St. Pauli in die Bundesliga auf. Dort kam er zu vier Einsätzen. Zum Ende der Saison 2010/11 beendete er seine Karriere.

### Als Trainer
Seit 1. Juli 2011 war Hain Torwarttrainer beim FC St. Pauli. Sein Engagement beim FC St. Pauli endete am 30. Juni 2022.

## Sonstiges
Mathias Hain ist Mitglied des Spielerrates der Vereinigung der Vertragsfußballspieler. Sein Bruder Uwe Hain war für Eintracht Braunschweig und den Hamburger SV ebenfalls als Torwart in der Bundesliga aktiv.